# Voetcarillon

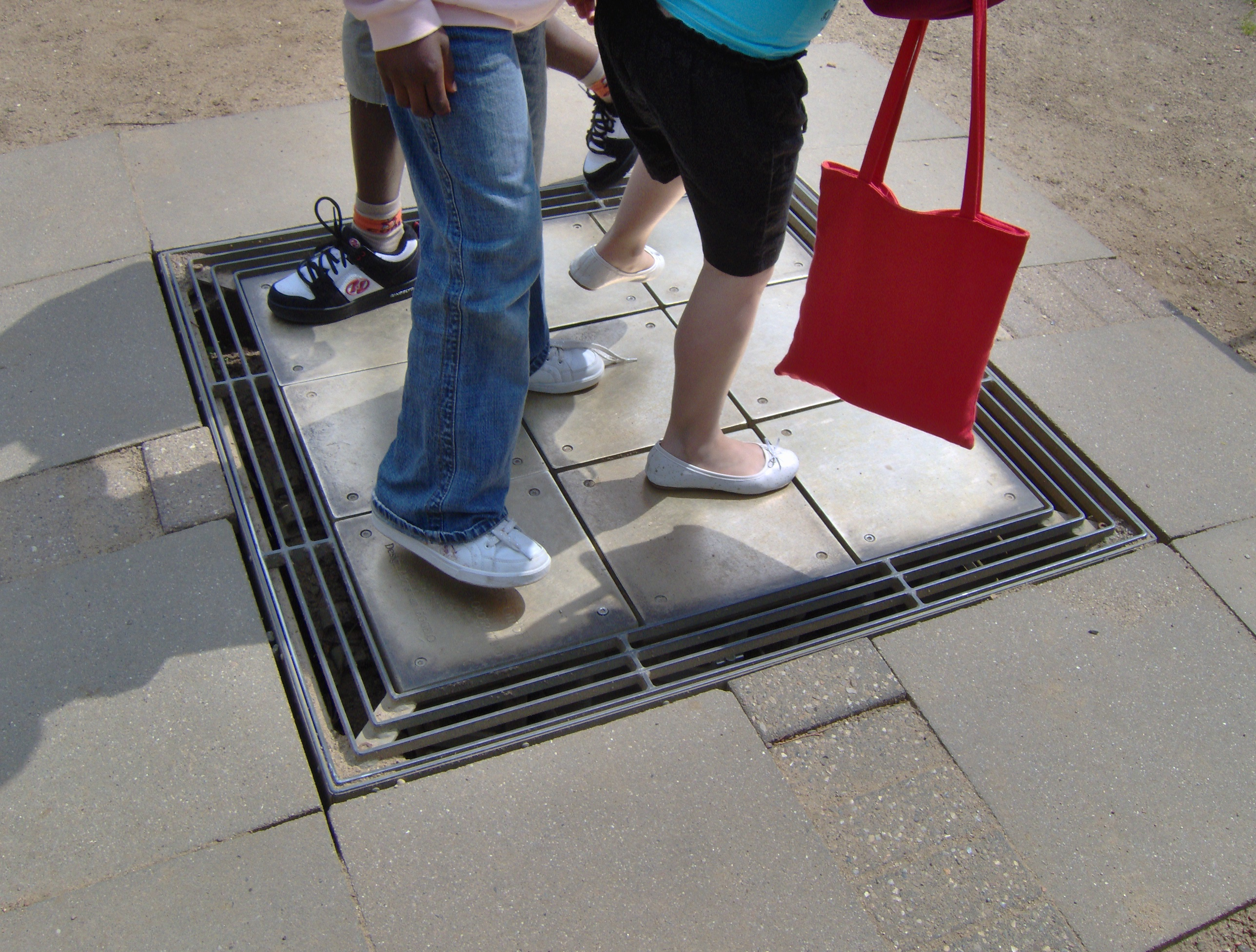
Voetcarillon in de Botanische tuin in Hamburg, Duitsland

Het voetcarillon is een muziekinstrument dat met de voeten bespeeld wordt. Het instrument lijkt op een normale carillon, beiaard of klokkenspel oftewel een met een klavier bespeelbaar muziekinstrument dat bestaat uit één of meerdere series klokken. De voetcarillon bestaat echter uit 9 bronzen tegels die elk een klankelement bevatten dat mechanisch tot klinken wordt gebracht bij aanraking.

## Beschrijving
Het voetcarillon wordt meestal op de grond gemonteerd in de vorm van een vierkant. De verschillende tonen worden tot klinken gebracht door een aanslagmechaniek dat wordt geactiveerd door het springen of dansen op de tegels. De tonen die geproduceerd worden, klinken als die van een normaal klokkenspel. De geproduceerde tonen zijn gestemd volgens een pentatonische toonladder en kunnen na elkaar in melodie dan wel gelijktijdig in akkoorden gespeeld worden.

## Geschiedenis
Het voetcarillon werd in de jaren '70 door Alfons van Leggelo ontworpen om de beweging van het lopen direct aan klank te relateren.
De Engelse benaming van het voetcarillon, Dance Chimes, geeft de verbinding tussen beweging en klank aan.
Voetcarillons worden wereldwijd op openbaar terreinen geplaatst, zoals bijvoorbeeld in Battery Park in New York, Diana, Princess of Wales Memorial Playground in Londen en op het Museumplein in Amsterdam.